# Johann Adolph Marschall
Johann Adolph Marschall, zeitgenössisch auch Adolf Marschalch oder Marschalk, (* 26. Juni 1643 in Herrengosserstedt; † 25. Juli 1693 in Schönstedt) war ein deutscher Hofbeamter und Rittergutsbesitzer auf Altengottern, Herrengosserstedt und Schönstedt, Erbmarschall in Thüringen und fürstlich-sächsischer Kreishauptmann.

## Leben und Wirken
Er stammte aus dem thüringischen Adelsgeschlecht Marschall, das als Erbmarschälle der Landgrafschaft Thüringen in Herrengosserstedt seinen Hauptsitz hatte. Unter Rudolph Levin Marschall, seinem Vater, wurde Altengottern als weiterer Sitz dieser thüringischen Familie ausgebaut, aus der Johann Adolph Marschall stammte. Er wurde auf dem Rittergut Herrengosserstedt geboren, nachdem sein Vater das an fremde Hände gefallene dortige Familiengut Schritt für Schritt zurückerworben hatte.
1666 legte er seine Dissertation unter dem Titel Dissertatio Iuris Publici De Vicariatu Imperii Nostri Romano-Germanici vor.
Er wurde Mitglied der Fruchtbringenden Gesellschaft und trug dort den Titel Der Ausklärende.
Als Kreishauptmann in Thüringen stiftete Johann Adolph Marschall auf sein Rittergut Schönstedt 1000 Mariengulden für Theologiestudenten. Dieses Stipendium wurde später dem Oberhauptmann Johann Julius Marschall auf das Gut Plotha transferiert.
Zum Zeitpunkt seines Todes hinterließ er die zwei unverheiratete Töchter Johanna Charlotta und Johanna Sibylla. Verheiratet war er mit Sabina Ottilia geb. von Posern.
Er ist nicht zu verwechseln mit gleichnamigen Angehörigen der Familie Marschall von Bieberstein, wie dem preußischen Oberst Johann Adolph Marschall von Bieberstein (1670–1735) oder dem Deutschordenskomtur in Dommitzsch Johann Adolph Marschall von Bieberstein († 1738).